# Ginzel (månekrater)
Ginzel er et nedslagskrater på Månen. Det befinder sig på Månens bagside lige bag den østlige rand. Det er et område, som lejlighedsvis bringes inden for synsvidde fra Jorden på grund af gunstig libration, men krateret ses da fra siden, så mange detaljer ikke kan observeres.
Krateret er opkaldt efter den østrigske astronom Friedrich K. Ginzel (1850 – 1926).
Navnet blev officielt tildelt af den Internationale Astronomiske Union (IAU) i 1970. 

## Omgivelser
Ginzelkrateret ligger i den østlige rand af Mare Marginis. Nord-nordøst for Ginzel ligger Popovkrateret, og Dreyerkrateret ligger stik syd for.

## Karakteristika
Meget af kraterranden og -bunden i Ginzel er blevet oversvømmet, så der kun er svage spor af randen i den ellers forholdsvis jævne overflade. Den vestlige side hæver sig mest tydeligt over det irregulære, omgivende terræn. Det ligeledes oversvømmede satellitkrater "Ginzel L" er forbundet med randens sydlige del, og der ligger et småkrater over randen mod nord. I kraterbunden ligger et par sammensluttede småkratere i den vestlige halvdel. Bortset herfra er bunden uden særlige landskabstræk.

## Satellitkratere
De kratere, som kaldes satellitter, er små kratere beliggende i eller nær hovedkrateret. Deres dannelse er sædvanligvis sket uafhængigt af dette, men de får samme navn som hovedkrateret med tilføjelse af et stort bogstav. På kort over Månen er det en konvention at identificere dem ved at placere dette bogstav på den side af satellitkraterets midte, som ligger nærmest hovedkrateret. Ginzelkrateret har følgende satellitkratere:
| Ginzel | Længde  | Bredde   | Diameter |
| ------ | ------- | -------- | -------- |
| G      | 13,7° N | 100,2° Ø | 42 km    |
| H      | 12,7° N | 100,1° Ø | 50 km    |
| L      | 13,1° N | 97,8° Ø  | 28 km    |

## Måneatlas
- Billeder af Ginzelkrateret i LPI-måneatlasset